# Emmanuel Gamarra Fernández
Emmanuel Gamarra Fernández (Asuncion, 18. siječnja 1988.) paragvajski je nogometaš.
Nastupao je za drugu momčad River Platea i NK Inter Zaprešić. 

## Vanjske poveznice
- transfermarkt.de[neaktivna poveznica]